# Mjesečeva ratnica (igrana serija)
"Sailor Moon (igrana serija)" ( jap. "Bishoujo Senshi Sailor Moon"), poznata kao i Sailor Moon Live Action, je istoimena igrana verzija japanske anime serije "Bishoujo senshi sailor moon" koja se u Japanu emitirala od 1992. do 1997. Igrana verzija emitirala se (za sada) ekskluzivno samo u Japanu od 2003. do 2004. te je obuhvatila 49 epizoda (plus 2 posebne epizode koje su izdane posebno na DVD-u). Radnja je obradila samo prvu sezonu iz animea, tzv. "Dark Kingdom" segment, a u glavnoj ulozi je nastupila Miyuu Sawai.

## Radnja
Tokio. Japanska učenica Usagi Tsukino jednog dana upozna Lunu, mačku koja govori, i uz njenu pomoć se transformira u Sailor Moon (Mjesečevu ratnicu) kako bi se borila protiv zlih sila kraljice Beryl koja ljudima krade energiju. Četiri zla generala s posebnim močima služe Beryl; Jadeite, Nephrite, Kunzite i Zoisite. Usagi ubrzo upozna i druge djevojke, Rei, Makoto i Ami, koje se isto transformiraju i zajedno s njom bore protiv zla, postavši redom Sailor Mars, Sailor Jupiter, Sailor Mercury. Uz to, Usagi je velika obožavateljica od slavne pjevačice Minako Aino, nemajući pojma da je ova zapravo Sailor Venus te da će im se na kraju pridružiti u borbi protiv zla.
U gradu se često pojavljuje tajnoviti Tuxedo Mask koji krade razne dragulje u potrazi za mističnim Srebrnim kristalom. On je zapravo Mamoru Chiba, student koji često sretne Usagi na ulici. Beryl služi zlom entitetu Metalliji. S vremenom Usagi otkriva da je prije bila princeza na mjesecu, zajedno sa sadašnjim prijateljicama. Kada Sailor Moon i Metallia postanu presnažni, zemlji zaprijeti uništenje. Ipak, zahvaljujući  svojim močima, Sailor Moon spasi svijet te se zaljubi u Mamorua.

## Produkcija
Serija je emitirana od kanala "Tokyo Broadcasting System" (TBS) u 7:30 ujutro. Kako bi se bolje promovirala, oformirani su posebni radio programi zvani "DJ Moon" koji bi promovirali seriju te nagoviještali nadolazeće događaje, a koji su kasnije i prodavani na CD-u. Serija je pri početku emitiranja imala dobru ocjenu, ali je kasnije gedanost opala. Gledanost se opet povećala u siječnju 2004., kada je epizoda 14 imala ocjenu od 4 %. Iako "PGSM" nije bio tako velik uspjeh u Japanu kao animirana serija, ipak je razvio mali krug obožavatelja koji su hvalili duhovitu i zabavnu priču, neobične kostime i specijalne efekte koje graniče sa šarmantnim šundom, hrabro emotivne situacije i živahan entuzijazam autora koji su pokušali ostati vjerni originalnoj Mangi autorice Naoko Takeući.

## Glumci
- Miyuu Sawai - Usagi Tsukino)
- Chisaki Hama - Ami Mizuno)
- Keiko Kitagawa - Rei Hino
- Myuu Azama - Makoto Kino
- Ayaka Komatsu - Minako Aino
- Jyoji Shibue - Mamoru
- Aya Sugimoto - Queen Beryl
- Rina Koike -Luna u obliku djevojčice od 10 godina
- Keiko Han - Luna (glas)

## Razlike u usporedbi s anime verzijom
U igranoj verziji Luna nije živa mačka, nego igračka. Isto tako, na pola serije je uvedeno pravilo da se Luna može transformirati u formu Sailor Lune, djevojčice od 10 godina. Minako nije obična učenica, nego slavna pjevačica koja boluje od neizlječive bolesti te se tek na kraju pridruži ostalim Sailor ratnicama. Zanimljivo, prve tri epizode u kojima se upoznaju Usagi, Ami i Rei gotovo su identične s onima u animeu, no kada se pojavi Makoto radnja počinje ići neočekivanim i originalnim smjerovima. Donekle se više pažnje podariva likovima i njihovom razvoju odnosa, a ne akcijskim sekvencama.
I karakteri likova malo su izmijenjeni, pa je tako Minako ozbiljna za razliku od Minako iz animea koja je vedra i zabavna (uzgred, pjeva pjesmu "C'est La Vie" koja zvuči na "Sailor V"). Motoki je pak opsjednut kornjačama i voli povremeno čak i nositi kostim kornjače ili gledati filmove u kinu s takvim naslovima kao što su "Finding Kame" ( "Potraga za kornjačom" ). Ami/Sailor Mercury biva nakratko hipnotiziranaod zlih sila i pretvorena u zlu Dark Mercury. Umjesto kemijske olovke za transformiranje i komunikatorima, Sailor ratnice dobivaju čarobni mobitel s kamerom i narukvice, a tajno sklonište im se nalazi u sobi za karaoke.
I sama princeza Sailor Moon je novi dodatak priči. Ona je gruba i posjeduje moć da uništi cijeli svijet, a jedino je zanima Endymion. Usagi stoga pokušava potisnuti tu svoju zlu stranu i kontrolirati ju. Često se pojavi svirajući harfu. Tu je i Mio Kuroki, također novi lik kojeg glumi Alisa Yuriko Dubrow. Ona je čudna i podla djevojka koja manipulira ljudima oko sebe kako bi uvijek smjestila Usagi. Ona je također pjevačica i konkurentkinja Minako Aino. Čak i otme Mamorua u Berylovo tamno kraljevstvo. Na kraju se otkriva da je Mio stvorena od Beryl.

## Zanimljivosti
- Keiko Han je posudila glas Luni i u animeu i u igranoj seriji.
- Chieko Kawabe, glumica koja igra Naru Osaka, ima iskustva s franšizom "Sailor Moon"; već prije je igrala Sailor Mercury u mnogim mjuziklima na pozornici.
- Zoicite tijekom serije svira Fantasie Impromptu i Etude ("Revlutionary") čiji je autor Frederic Chopin te Moonlight sonatu čiji je autor Beethoven.
- Naoko Takeući, autorica "Sailor Moon" mange, osobno je napisala riječi za pjesmu "Kirari Sailor Dream".
- Studio Toei je u ljeto 2003. objavio audiciju u trajanju od tjedan dana u kojoj bi trebao pronaći kandidate za "PGSM". Čak 1.152 djevojke su se prijavile da igraju jednu od uloga.
- U jednom od intervjua snimljenih nakon "PGSM"-a, glumica Ayaka Komatsu, koja igra Minako, je izjavila da je otišla na u adiciju bez da je išta prije znala o "Sailor Moon". Miyuu Sawai, koja je kasnije dobila ulogu od Usagi/Sailor Moon, joj je na brzinu ispričala kratki sažetak radnje. Sawai su navodno kolegice rekle da ih podsječa na Usagi, što ju je motiviralo da se prijavi na audiciju.

## DVD posebni dodaci

### Pretty Guardian Sailor Moon: Special Act
Nastavak igrane serije koji je pokazao vjenačanje Mamorua i Usagi. No prije nego što to učine moraju se suočiti sa zlom Mio Kuroki koja se je opet pojavila u Tokiju te objavila da je nova kraljica Tamnog kraljevstva. Ona otme Mamorua te ga želi prisiliti da se uda za nju.

### Pretty Guardian Sailor Moon: Act Zero
Posljednji dodatak seriji koji je, ironično, prednastavak i vodi prema prvoj epizodi. Radnja se odvija oko Minako Aino koja je upoznala Artemisa i postala Sailor V. Njen prvi zadatak je boriti se protiv tajnovitog kriminalca koji uz pomoć buntovnih djevojaka pljačka draguljarnice.

### Super Dance Lesson
Brzi video u kojem Luna, Sailor Moon i Sailor Jupiter podučavaju gledatelje kako izvoditi ples iz različitih pjesama.

### Kirari Super Live!
DVD arhiva predstave "Kirari Super Live!" koja je emitirana uživo. Sadržavala je glumce iz serije koji su plesali iz raznih pjesama iz serije.

## Vanjske poveznice
- IMDb profil
- Sailor Dream Informacije